# Шоуолтер, Майкл
Ма́йкл Шоуо́лтер (англ. Michael Showalter, род. 17 июня 1970, Принстон, Нью-Джерси, США) — американский актёр, комик, режиссёр, сценарист и продюсер.

## Биография

### Ранние годы
Родился в Принстоне, Нью-Джерси. Учился в средней школе Принстона. В течение пяти лет Шоуолтер жил в квартире со своим другом, комиком и актрисой Андреа Розен.
Мать — Элейн Шоуолтер (урождённая Коттлер) — писательница, профессор английского языка и литературный критик. Также феминистка, писавшая статьи о культурных и социальных проблемах. По вероисповеданию иудейка.
Отец — Инглиш Шоуолтер — профессор, специализирующийся на французской литературе 18-го века. Отец приверженец епископальной церкви.
Есть старшая сестра — Винка Шоуолтер Лафлер, профессиональный спичрайтер.

### Карьера
Шоуолтер начал учёбу в Нью-Йоркском университете, где присоединился к скетч-комедийной группе The New Group. Он перевелся и окончил Брауновский университет. После того, как он закончил колледж, The New Group изменила свое название на The State и начала создавать короткометражные видео для шоу MTV под названием You Write It, You Watch It, ведущим которого был Джон Стюарт. Затем комедийная труппа получила свой собственный скетч-комедийный сериал «Государство», который транслировался в течение двух лет на MTV.
Первое признание пришло в качестве актёра на MTV The State, который транслировался с 1993 по 1995 год. Один из участников скетч-комедийного трио Стелла, наряду с Майкл Иан Блэк и Дэвидом Уэйном, образованной в 1997 году. Создал совместно с Дэвидом Уэйном франшизу Wet Hot American Summer. Шоуолтер написал сценарий и снялся в главной роли в Wet Hot American Summer (2001) и сериале Netflix. Майкл Шоуолтер является соавтором, сопродюсером, актёром и сценаристом сериала «В поиске».
Шоуолтер также сыграл несколько небольших ролей в фильмах и сериалах. Он сыграл Рона Паркера, высокомерного ведущего Cheap Seats, на ESPN Classic в пилотном эпизоде. Шоуолтер ненадолго проработал корреспондентом The Daily Show (1996). Он также является частью The Doilies, акустической комедийной группы, в которой он исполнитель вокала вместе с гитаристом Заком Ортом. В 2005 году он написал сценарий, направил и снялся в фильме Бакстер.
Шоуолтер является ведущим на интернет-платформе Collegehumor.com, премьера которого состоялась 16 января 2007 года. Первым гостем на данном проекте был комик Зак Галифианакис. Среди других гостей были Дэвид Кросс, Майкл Ян Блэк, Пол Радд, Дэвид Уэйн, Энди Сэмберг, Майкл Сера и Майк Бирбилья. Осенью и зимой 2006 года Шоуолтер гастролировал по США с Майклом Яном Блэком. В марте 2007 года Showalter ненадолго гастролировал на разогреве у Janeane Garofalo.
В 2007 году подписал контракт с JDub Records, некоммерческим лейблом звукозаписи и в июне этого же года выпустил свой первый компакт-диск под названием Коты Шоуолтера (Sandwiches Cats). Преподает искусство написания сценариев в Высшей школе кино Нью-Йоркского университета.
Дважды появлялся в NBC драме «Закон и порядок»: в эпизоде «Выносливость», который вышел в эфир 18 октября 2000 г. и в эпизоде «Reality Bites», который вышел в эфир 16 октября 2009 г.
Майкл Шоуолтер снова объединился с Майклом Ианом Блэком в сериале Comedy Central, премьера которого состоялась в июле 2009 года. Однако уже в начале 2010 года из-за разногласий сериал закрыли.
В феврале 2009 года Шоуолтер рассказал интервью The Rumpus о мемуарах, над которыми он работает. «Я пишу» важные «мемуары о том, что не могу написать важные мемуары. В конечном итоге это превратилось в комедийное эссе длиной в роман о незащищенности и прокрастинации». Книга «Мистер Веселые штаны» была опубликована в феврале 2011 года.
Начиная с конца 2011 года появился в серии рекламных роликов, рекламирующих Toyota Yaris.
В 2013 году Шоуолтер и Майкл Ян Блэк запустили подкаст под названием «Темы», также Шоуолтер выступает в качестве сценариста ситкома ABC Ночь супер веселья.
В 2014 году Шоуолтер написал в соавторстве с Дэвидом Уэйном восьмисерийного приквела к Netflix Wet Hot American Summer: First Day of Camp, основанного на фильме 2001 года. Сам Шоуолтер появился в сериале как Джеральд «Куп» Куперберг и президент Рональд Рейган. Премьера сериала состоялась 31 июля 2015 года, и критики приняли его довольно положительно. Он также стал соавтором сценария и снялся в продолжении Netflix Жаркое американское лето: десять лет спустя, премьера которого состоялась в 2017 году.
В 2015 году его фильм «Привет, меня зовут Дорис» дебютировал на фестивале кинематографа South by Southwest (SXSW), где его приобрела Roadside Attractions. Он был выпущен в США в марте 2016 года, получив при этом признание критиков.
В его фильме 2017 года The Big Sick снимались Кумаил Нанджиани, Зои Казан, Холли Хантер и Рэй. Романо. Он получил широкий прокат в кинотеатрах и получил исключительно положительную оценку 98 % на Rotten Tomatoes. Фильм был номинирован на премию Оскар за лучший оригинальный сценарий.
В 2020 году Шоуолтер снял фильм «Большой больной» вместе с Иссой Рэй, Анной Кэмп и Полом Спарксом. Премьера фильма была запланирована на 3 апреля 2020 года в США, однако из-за всемирной пандемии COVID-19 его театральный показ был отменен, как и у многих других фильмов, а премьера фильма состоялась на платформе Netflix 22 мая 2020 года.

### Личная жизнь
С 21 января 2011 года женат на Энн Келин Эллис. В 2014 году у пары родились близнецы.

## Фильмография
Фильмы
| Год  | Название                       | Режиссёр | Сценарист | Продюсер       |
| ---- | ------------------------------ | -------- | --------- | -------------- |
| 2001 | Жаркое американское лето       | Нет      | Да        | Да             |
| 2002 | Стелла: короткометражки        | Да       | Да        | Нет            |
| 2005 | Бакстер                        | Да       | Да        | Нет            |
| 2014 | Они пришли вместе              | Нет      | Да        | Да             |
| 2015 | Здравствуйте, меня зовут Дорис | Да       | Да        | Исполнительный |
| 2017 | Любовь — болезнь               | Да       | Нет       | Нет            |
| 2020 | Сладкая парочка                | Да       | Нет       | Исполнительный |
| 2021 | Глаза Тэмми Фэй                | Да       | Нет       | Нет            |
| 2022 | Осторожно, спойлеры!           | Да       | Нет       | Да             |
| 2024 | Мысль о тебе                   | Да       | Да        | Да             |
|      | Тайный дневник Верити          | Да       | Нет       | Да             |

В качестве актёра

| Год  |     | Русское название                  | Оригинальное название     | Роль                                |
| ---- | --- | --------------------------------- | ------------------------- | ----------------------------------- |
| 1996 | кор |                                   | Tick                      | Клиффорд                            |
| 2001 | ф   | Жаркое американское лето          | Wet Hot American Summer   | Геральд «Куп» Куперберг/Алан Шемпер |
| 2001 | ф   | Целуя Джессику Стейн              | Kissing Jessica Stein     | Стефан                              |
| 2002 | ф   | Знаки                             | Signs                     | Лайонел Причард                     |
| 2002 | кор | Стелла: короткометражки           | Stella shorts             | Майкл                               |
| 2002 | ф   | Операция «Кульминация полуночи»   | Operation Midnight Climax | Чип                                 |
| 2004 | мф  | Волосы дыбом                      | Hair High                 | Уолли (озвучка)                     |
| 2005 | ф   | Бакстер                           | The Baxter                | Эллиот Шерман                       |
| 2006 | ф   | Гриффин и Феникс: На краю счастья | Griffin & Phoenix         | Жених Терри                         |
| 2006 | ф   | 911: Мальчики по вызову           | Reno 911!: Miami          | Пол                                 |
| 2007 | ф   | Десять заповедей                  | The Ten                   | Лейтенант полиции Флэрн Блирн       |
| 2008 | кор |                                   | Birthday                  | Майкл                               |
| 2013 | кор |                                   | Bum Future                | Фред                                |
| 2014 | ф   | Любовь с первого взгляда          | Two Night Stand           | Рик Рейнс                           |